# Silbomyia timorensis
Silbomyia timorensis är en tvåvingeart som beskrevs av Crosskey 1965. Silbomyia timorensis ingår i släktet Silbomyia och familjen spyflugor. Inga underarter finns listade i Catalogue of Life.